# Judici Final de la capella Sixtina
El Judici Final, o també Judici Universal, és un gran mural (13,70m × 12,20m (mida gran)) pintat amb la tècnica del fresc a l'època del Renaixement (1536-1541) per Miquel Àngel, per decorar l'absis de la Capella Sixtina del Vaticà i per encàrrec del papa Pau III. El gènere és religiós, el quadre mostra un enorme conjunt pictòric amb multitud de figures humanes, moltes d'elles nues, que il·lustra el Judici Final segons el llibre de l'Apocalipsi de Sant Joan Evangelista. El quadre no és fosc i trist, com es podria esperar d'un tema així, sinó colorista i lluminós, on predominen els colors pastel i els molt vius, en especial el blau elèctric del cel.

## Antecedents
Des de la construcció de la Capella Sixtina fins al 1536, la paret de l'altar on ara hi ha el Judici Final contenia altres murals de la sèrie de les històries de Moisès i de Jesús. Estaven l'Assumpció, la Nativitat de Crist i el Descobriment de Moisès. Més amunt hi havia els tres primers Papes, on era Simó Pere. Miquel Àngel va haver de sacrificar aquests frescos de Perugino de la zona de l'altar per pintar la seva obra, el que li va valer nombroses crítiques.
Anteriorment, Climent VII li havia demanat que pintés La caiguda dels àngels rebels, però després de la seva mort, el seu successor Pau III li va encarregar que pintés l'escena del Judici Final.

## Descripció, tema i personatges

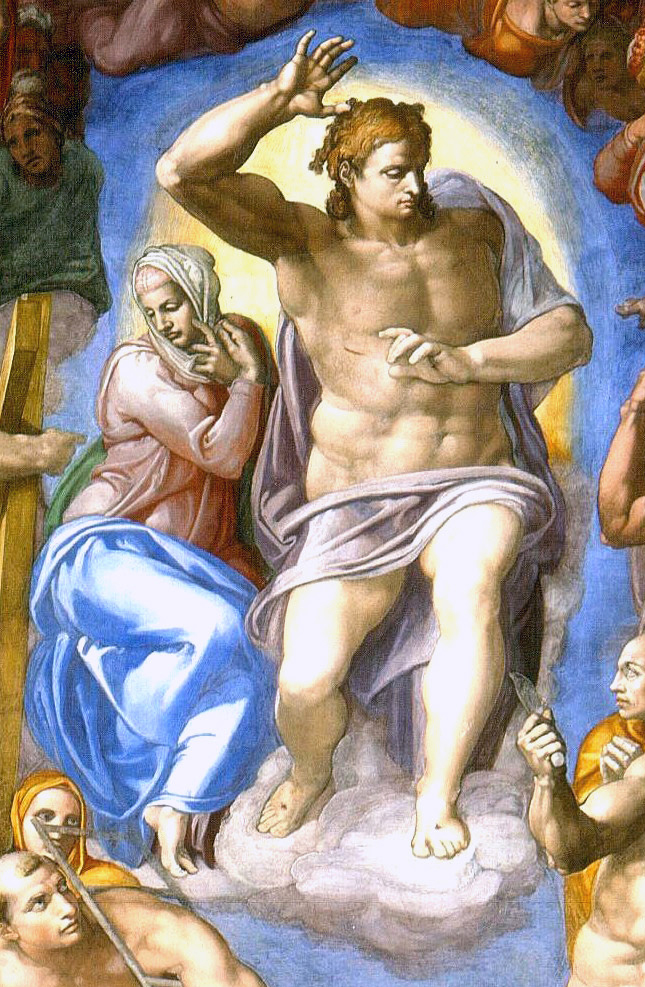
Detall de Crist i Maria, al centre de l'obra.

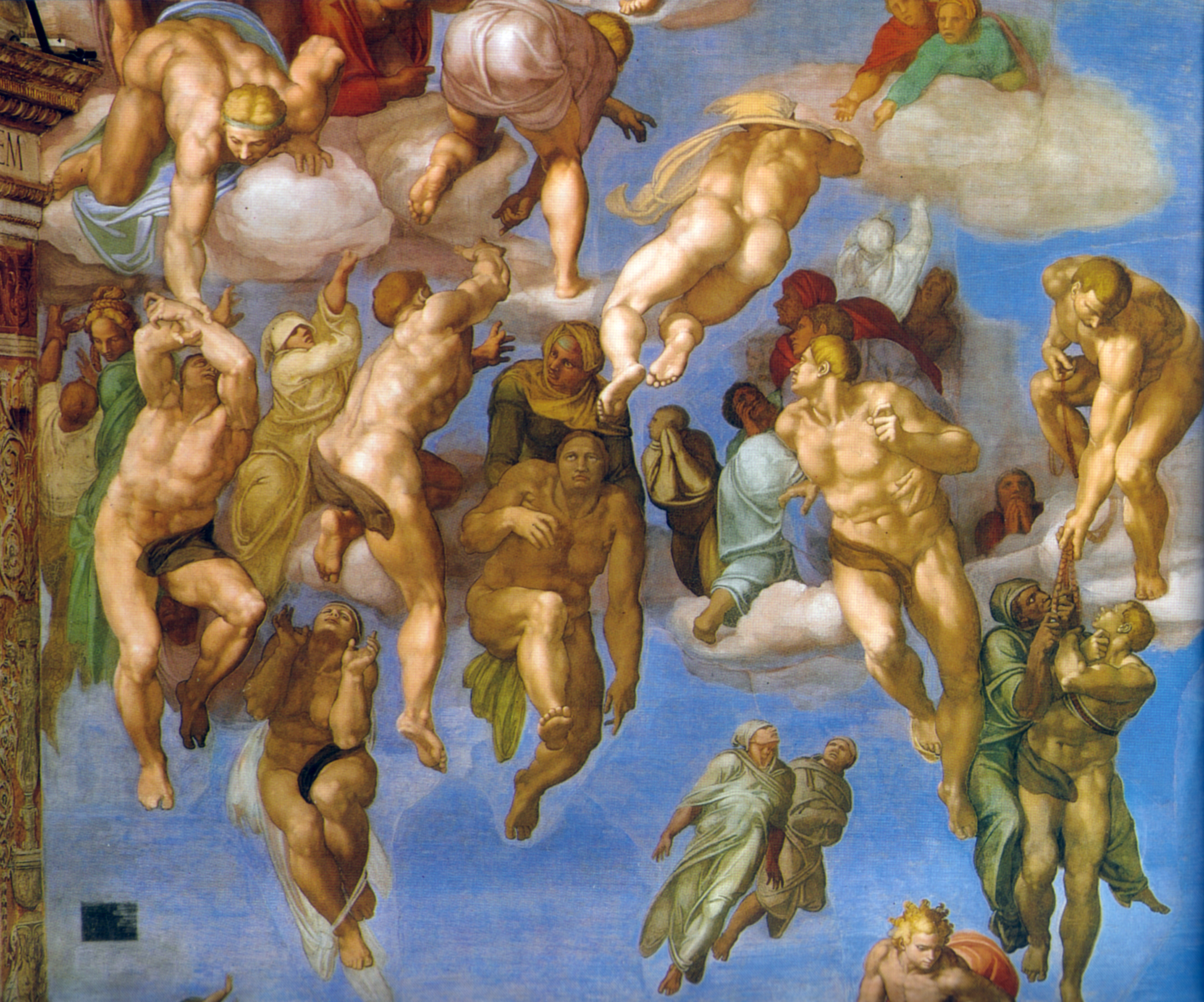
Un grup de salvats, a la part esquerra de l'obra

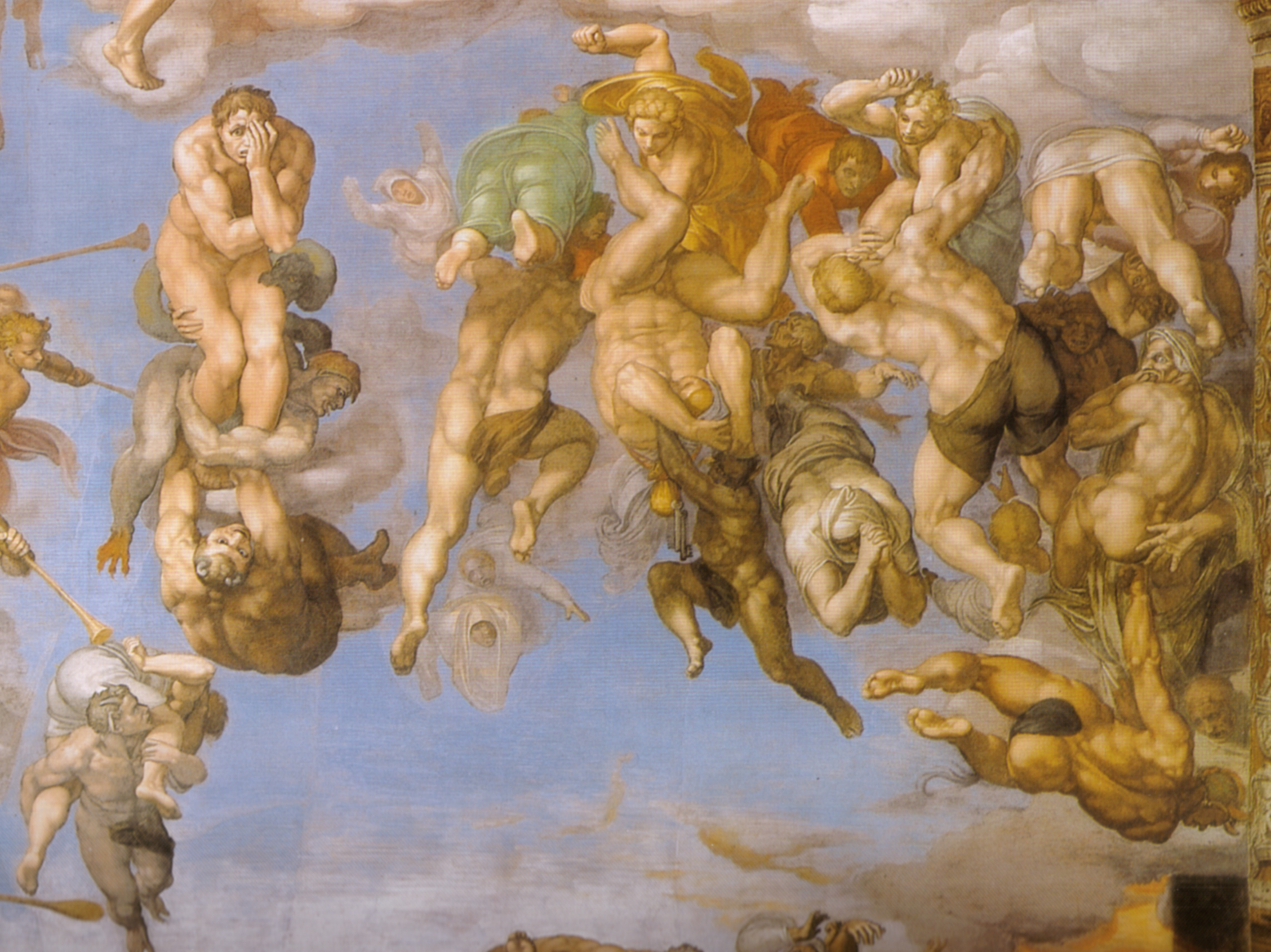
Un grup de condemnats, a la part dreta de l'obra

El fresc és un enorme conjunt pictòric al fresc de gènere religiós. El tema és el Judici Final, extret de l'Apocalipsi de Sant Joan.

### Conjunt central
- Jesús de Natzaret: És l'epicentre de l'obra. Amb un enèrgic i aterridor moviment separa els justos dels pecadors. És un dels pocs Cristos que s'han pintat amb una expressió d'enuig i ira.
- Maria : Al costat de Crist hi ha Maria. Temorosa, s'amaga al costat del seu fill espantada pel moviment violent que fa. Darrere d'ells hi ha una espurna de llum que els il·lumina.

Al voltant d'ells hi ha diversos sants, representats sense cap perspectiva, envoltant-los per tot arreu. Alguns semblen estar espantats per l'acció que acaba de fer Crist, i altres estan inquiets.
Per reconèixer-los, Miquel Àngel els va pintar amb els seus característics complements o amb els objectes amb els quals els van fer màrtirs.
- Sant Pere: Té a les seves mans les claus del Paradís.
- Sant Pau: Se'l reconeix per la seva barba grisa i el seu aspecte sorrut.
- Sant Andreu: Sosté una creu en forma de "X", símbol del seu martiri.
- Sant Bartomeu: Té una pell a la mà, ja que aquest màrtir va ser escorxat. Segons la tradició, es diu que Miquel Àngel va pintar la seva cara a la pell escorxada del màrtir com a signe que ell creia no merèixer el Cel, ja que estava turmentat.
- Santa Caterina : Fa servir la roda de pues del seu martiri per evitar el pas als pecadors que intenten arribar al Cel.
- Sant Sebastià : Té sostingudes les fletxes del seu martiri.
- Sant Llorenç: Sosté la graella del seu martiri.

### Àngels
A sota d'aquest grup central de Crist, Maria i Sants, hi ha un grup d'àngels amb les seves trompetes. Segons l'Apocalipsi, se suposa que eren 7 trompetes, encara que aquí sembla haver-hi 8. Altres 2 àngels sostenen el Llibre de la Vida i el Llibre de la Mort, on hi ha els noms dels salvats i dels condemnats respectivament.

### Multituds laterals
Tornant al grup central, aquests al seu torn estan envoltats d'una gran multitud on hi ha gent comú. Molts estan en un ambient de relatiu pànic, no saben què fer. Entre el tumult, molts estan trobant als seus familiars i amics, i estan realment feliços, alguns s'arriben a commoure, com es reflecteix en les seves llàgrimes.

### Part inferior
A la meitat inferior del fresc, les multituds es divideixen en 2: els que estan ascendint al Cel, que es troben al costat esquerre i els que descendeixen a les tenebres, al costat dret. Les persones que pugen són les que estaven a la Terra en el moment en què Crist crida a totes les persones. Molts estan ressuscitant i són representats com cadàvers. Alguns àngels ajuden a pujar al Cel, i més endavant, les mateixes persones ajuden a altres a què ascendeixin. A la Terra hi ha alguns dimonis amagats en coves. Alguns dimonis intenten evitar que les persones ascendeixin al Cel.

### Infern i tenebres
Del costat dret hi ha els condemnats que estan sent llançats per àngels i algunes persones a les Tenebres. Molts cauen i semblen realment estar molt desesperats. Diversos són obligats a pujar a la barca de Caront amb la més espantosa de les violències. Caront és un dels monstres més horribles del quadre. De la barca, els condemnats són tirats per alguns dimonis a les Tenebres. Aquí hi ha Minos, que segons la història, té la cara i les faccions d'un dels sacerdots que va criticar el fresc quan Miquel Àngel ho va mostrar. Els rius de foc i sofre els esperen.

### Llunetes superiors
A més, hi ha dues llunetes a la part superior del fresc aliens a la situació que es viuen. Al vidre esquerre, alguns àngels porten la creu de Crist, la corona d'espines i els claus de la Passió de Jesús. Al vidre dret, altres àngels porten la columna de la flagel·lació de Crist.

## Estil
Com totes les obres de Miquel Àngel, els seus personatges manifesten la típica terribilità o força sobrehumana molt visible en la figura de Crist. Els nombrosos nus de descomunal mida permeten apreciar la seva preferència pel Cànon herculi, amb una musculatura molt desenvolupada, superior a la de les figures de la volta.
- La composició és un remolí caòtic que accentua l'angoixa i la fatalitat de l'escena. Les figures s'amunteguen en un remolí, totes en primer pla, sense perspectives ni paisatges, i totes elles retorçades i desequilibrades, busquen postures inestables i forçades, enriquint el contrapposto clàssic.
- Els seus colors s'oposen dràsticament a l'harmonia cromàtica del classicisme renaixentista, són molt vius i contrastats (àcids) i l'acabat cerca intensos contrastos de llum i ombra.

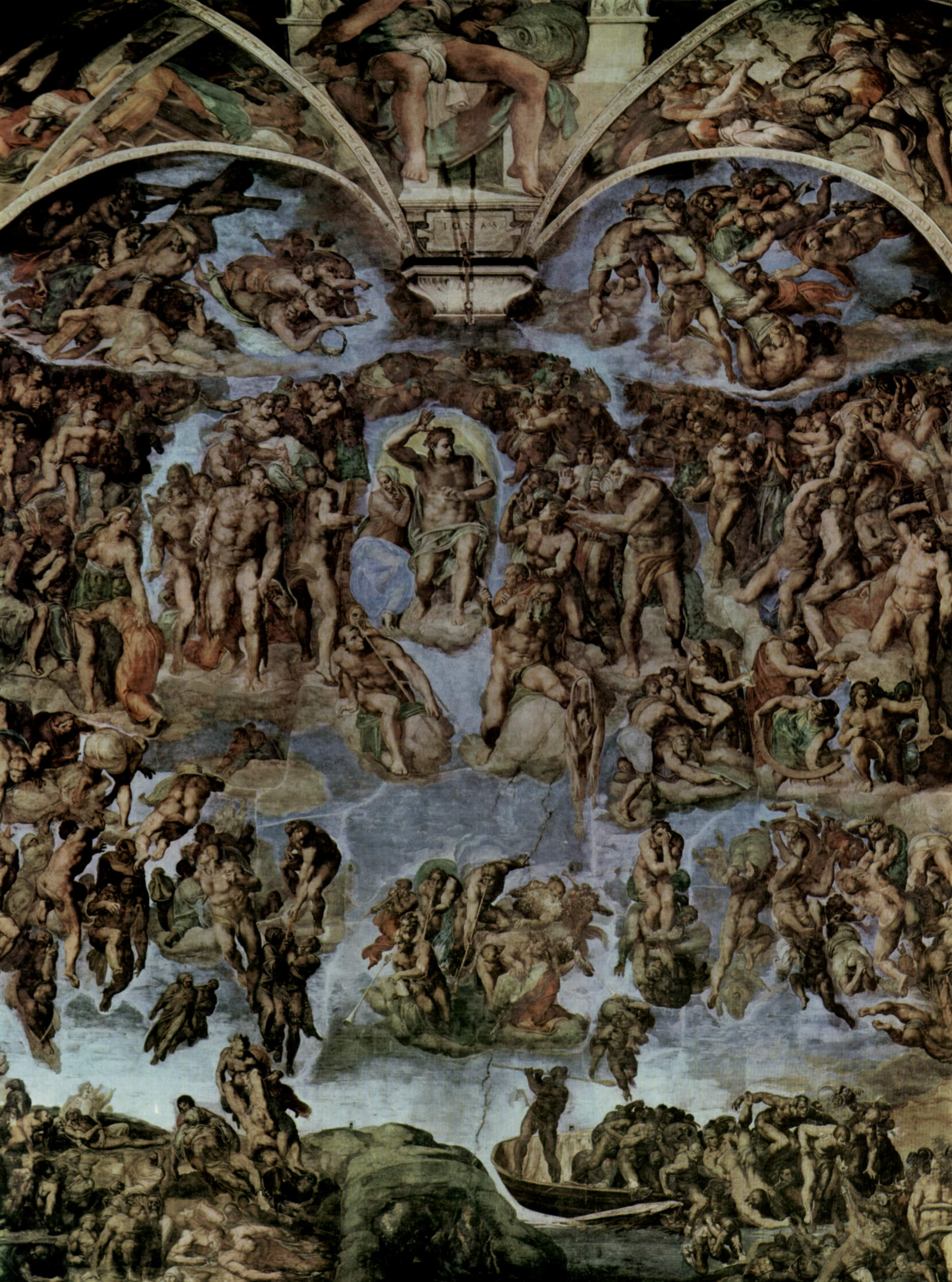
El Judici Final abans de la restauració

## Restauració
La neteja dels frescos de Miquel Àngel es van iniciar el 1980 i van finalitzar el 1999. Abans d'això, de 1710 a 1714, el fresc va rebre una capa de cola, la qual es creia que fixaria els colors i evitaria la seva descomposició, però finalment, va acabar per adherir al mur tota la pols i fum que hi havia a l'atmosfera de la Capella. A més, la cola s'enfosqueix amb el temps i va acabar per donar a la pintura un aspecte fosc. La solució va consistir en l'aplicació d'hidrogencarbonat d'amoni, de sodi, desogen i carbosilmeticelulosa, entre altres productes químics. El resultat va ser inesperat. Es va descobrir que aquesta obra tenia rics colors vius i clars. El Judici Final no era una obra fosca sinó lluminosa.

## Història
El 1535, el Papa Pau III va encarregar a Miquel Àngel, el més gran fresc mai pintat que tractaria sobre el Judici Final i que s'ubicaria a la paret de l'altar de la Capella Sixtina. El tema estava relacionat amb el que havia succeït en l'Església en els anys precedents: la Reforma Protestant i el saqueig de Roma. Per això s'intentava representar la humanitat fent front a la seva salvació.
Un cop acabada, el 1541, la pintura va provocar l'escàndol i les crítiques més violentes, ja que es considerava vergonyós que en tan sagrat lloc s'haguessin representat tantes figures nues, especialment en algunes parelles on les postures podien semblar compromeses. Segons alguns bisbes, el fresc no corresponia a un recinte tan sagrat com la Capella sinó a una taverna.
Es va acusar Miquel Àngel d'heretgia i es va intentar destruir l'obra. Encara que el papa Juli III era tolerant i no es va preocupar dels nus, a la seva mort es decidiria l'«esmena» del fresc posant draps de puresa a tots els seus personatges.
La persona que es va ocupar d'aquesta tasca va ser Daniele da Volterra, deixeble de Miquel Àngel, a qui, per aquest treball es va posar el sobrenom de «Braghettone»; Daniel va morir dos anys després d'iniciar el treball, sense haver-lo acabat.
Més endavant, el 1570, quan Miquel Àngel ja havia mort, El Greco va proposar repintar el Judici Final però aquest cop, d'acord amb les idees de la Contrareforma. Però en aquells moments el fresc del Judici Final ja era tan acceptat entre els religiosos que el Greco va haver d'abandonar Roma per dir aquesta bogeria.
La influència del Judici Final en altres artistes europeus posteriors va ser enorme, era visita obligada per als que podien costejar el viatge a Roma, i es va difondre mitjançant gravats deguts a artistes com Giorgio Ghisi i Martino Rota.

## Curiositats
El fet que un nombre tan elevat de personatges apareguessin totalment despullats en un recinte per al culte va escandalitzar a part dels responsables de l'Església a Roma. Un dels que més van exposar la indecència de la pintura va ser el mestre de cerimònies Biagio de Cesana. Miquel Àngel es va enfadar enormement, no només per alterar l'escena inicial, sinó també per la impossibilitat de recuperar al seu estat original, atès que la roba que cobreixen els cossos estan pintades utilitzant la tècnica de l'oli, mentre que tota la paret ho està al fresc. Però Biaggio de Cesana va tenir el seu càstig: A la part inferior dreta de l'escena, a l'entrada dels inferns, Miquel Àngel el va retratar amb un gran nas, cabellera blanca i amb unes grans orelles d'ase, envoltat per una serp que surt de les flames, representant així la seva condemna a l'infern. El prelat va anar plorós el Papa Pau III per demanar-li que ordenés a Miquel Àngel que ho retirés del mural, i que aquest, amb un gran sentit de l'humor, li va respondre negativament, al·ludint al fet que el poder del Papa arriba fins al purgatori, i que el pintor l'havia posat en l'infern, i per això no podia intercedir.